# Sport Lisboa e Benfica (pallavolo maschile)
Lo Sport Lisboa e Benfica è una società pallavolistica maschile portoghese con sede a Lisbona: milita nel campionato di Primeira Divisão.

## Rosa 2014-2015
| N° | Nome              | Ruolo | Data di nascita   | Nazionalità sportiva |
| -- | ----------------- | ----- | ----------------- | -------------------- |
| 2  | João Magalhães    | L     | 13 giugno 1988    | Portogallo           |
| 3  | André Lopes       | S     | 12 settembre 1982 | Portogallo           |
| 5  | Roberto Reis      | S     | 2 marzo 1980      | Portogallo           |
| 6  | Fabrício Silva    | C     | 24 ottobre 1981   | Portogallo           |
| 7  | Ivo Casas         | L     | 21 settembre 1992 | Portogallo           |
| 8  | Hugo Gaspar       | S/O   | 2 settembre 1982  | Portogallo           |
| 9  | Marc Honoré       | C     | 12 giugno 1984    | Trinidad e Tobago    |
| 10 | João Oliveira     | S     | 31 luglio 1995    | Portogallo           |
| 12 | Joan Llanés Diaz  | S/O   | 21 ottobre 1983   | Cuba                 |
| 14 | Flávio Cruz       | S     | 28 agosto 1982    | Portogallo           |
| 16 | Flávio Soares     | S     | 16 agosto 1982    | Brasile              |
| 17 | Ricardo Perini    | P     | 18 gennaio 1984   | Brasile              |
| 20 | Raphael Margarido | P     | 28 aprile 1983    | Brasile              |

## Palmarès
- Campionato portoghese: 12

1980-81, 1990-91, 2004-05, 2012-13, 2013-14, 2014-15, 2016-17, 2018-19, 2020-21, 2021-22,
2022-23, 2023-24
- Coppa di Portogallo: 20

1965-66, 1973-74, 1974-75, 1975-76, 1977-78, 1978-79, 1979-80, 1989-90, 1991-92, 2004-05,
2005-06, 2006-07, 2010-11, 2011-12, 2014-15, 2015-16, 2017-18, 2018-19, 2021-22, 2022-23
- Supercoppa portoghese: 11

2011, 2012, 2013, 2014, 2015, 2016, 2018, 2019, 2020, 2021,
2023